# المرأة ذات الثوب الأسود
المرأة ذات الثوب الأسود هو كتاب من تأليف الكاتب السوري حنا مينه صدر عن دار الآداب للنشر والتوزيع عام 1996.

## عن الكتاب
كتاب المرأة ذات الثوب الأسود هو عبارة عن مجموعة قصصية تضم خمس قصص قصيرة معنونة بالعناوين التالية:

### المرأة ذات الثوب الأسود
تدور أحداث القصة الأولى في الكتاب حول كاتب لبناني يسافر إلى مصر في جولة سياحية إلى الأقصر وأسوان، ويلتقي الكاتب خلال رحلته أنماطا متباينة من النساء تتسم بعضها بالشطط وبعضها بالانحراف السلوكي والأخلاقي. وأخيرا يتعلق الكاتب بامرأة ترتدي ثوبا أسودا يقابلها في القطار فتحكي له عن حياتها ويعتزما البقاء سويا لبضعة أيام ثم يعدل الكاتب عن ذلك في النهاية خوفا من أن يقع ضحية لألعابها السادية.

### شفتان بخيلتان
تدور أحداث القصة الثانية في الكتاب حول أستاذ في الأدب العربي اضطر إلى ترك بلاده والعيش في فرنسا بسبب الملاحقة الأمنية، ثم يسافر إلى الأردن لإلقاء محاضرة في الجامعة بعمان، وهناك يلتقي بفتاة شابة ويخوضان سويا مغامرة عاطفية.

### الرجل الذي يدبّ إلى فراشه
تدور أحداث القصة الثالثة في الكتاب حول الطبقية والاستغلال والاستبداد المغلف بالدين فهي تحكي عن رجل في الستين من عمره يدعى يوسف الديب يعمل حمالا، وبعد أن تتدهور صحته بسبب مرض يعاني منه في الحالب الأيمن، يطلب من رئيسه في العمل أن يشتري له حمارا يساعده في حمل البضائع للزبائن، ولكنه يرفض ويسخر منه، قائلاً له أنّه ليس بحاجة إلى حمار فهو يعتبره حماره في العمل. وحين يعود الحمال إلى بيته نجده يمشي على أطرافه الأربع ويدب على فراشه بعد أن حوله القهر إلى حمار.

### معتاد على رؤية الدم
تدور أحداث القصة الرابعة خلال حقبة الاستعمار الفرنسي لسوريا، وبالتحديد عام 1946 حول حلاق يعمل في حيّ القلعة بمدينة اللاذقية، ويقابل يوميا زبائنا كثر من مختلف الأنماط والطبقات يتكلمون في السياسة، وذات يوم يأتي إلى محله زبونا بسيطا هادئ الطبع يدعى أبو صبحي، ويطلب من صبي الحلاق أن يحلق له ذقنه ثم يغادر الدكان. وسرعان ما تشتعل نيران الثورة وينجح المجاهدون السوريون باستخدام بنادقهم وحجارتهم وأدواتهم البسيطة في اقتحام الثكنة العسكرية الفرنسية وطرد الجنود الفرنسيين من المدينة، فيرى الحلاق أبا صبحي وسط المُجاهدين ويده ملفوفة بضمادة بيضاء غير عابئ بالنصر الكبير الذي حقّقه مدافعاً عن بلاده.

## مقتطفات من الكتاب
- «كي تعيش سعيداً لا بد أن تنسى ، شقاء الحياة يملأ الروح الحساسة. الإنسان، إبن الحياة، يستشعر ، مهما تكن الغلظة فيه، هذا الشقاء، في لحظة ما، قد تكون عابرة.»
- «الحب ليس لهوا، ليس دعابة، ليس لذاذة عابرة. أبعد هو، أعمق، أصدق، عندما يشعر الإنسان بالحب، ويصارح به يلتزم.وعندما يكون الحب حقيقيا، فإن بعض حقيقته التضحية، إذا ما كانت ضرورة، وكان المحب قادرا على بلوغها.»

## أنظر أيضًا
- قائمة مؤلفات حنا مينه

## وصلات خارجية
- صفحة رواية المرأة ذات الثوب الأسود على موقع جود ريدز